# Cintamani

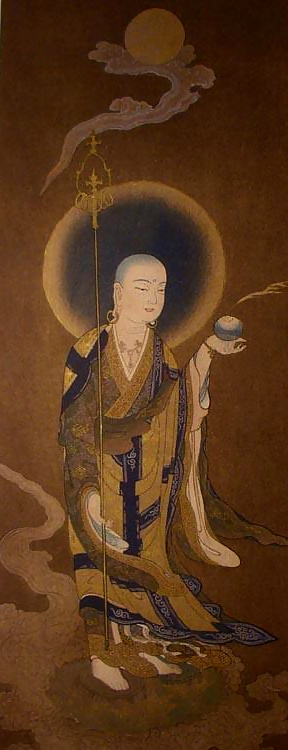
Ksitigarbha Bodhisattva subjectant el Cintamani amb el palmell de la mà.

El Cintamani o joia Cintamani (sànscrit: Cintāmaṇi [devanagari: चिन्तामणि], literalment «gemma que compleix els desitjos»; tibetà: ཡིད་བཞིན་ནོར་བུ, wylie: yid bzhin norbu); també Chintamani és, en les tradicions budista i hinduista, una pedra mítica amb capacitat per a concedir desitjos a aquells que la porten. Segons algunes fonts podria ser l'equivalent a la pedra filosofal que apareix al llegendari d'alguns indrets d'occident.

## Descripció
El Cintamani budista és brillant i pot aparèixer envoltat per una aura de flames. Puntualment també es troba en la iconografia tibetana com un paquet de vuit elements allargats. Els Cintamani circulars també es poden trobar agrupats en grups de tres quan s'usen en patrons decoratius.

## Representacions
En l'art persa, el Cintamani va ser pres de l'art del budisme Mahayana, on s'associava amb divinitats com ara Cintāmaṇicakra Avalokiteśvara (Avalokiteśvara amb el Cintamani en la roda) i Ksitigarbha.
En les representacions budistes, el Cintamani comunament es troba damunt del palmell d'una mà estesa. Tant la forma única com la triple tenien també una funció ornamental, per exemple, en stupes i com adorns per als trons de les divinitats. Aquest símbol es va incorporar en el pensament i l'art maniqueista de l'Àsia central com un atribut de Mani el redemptor.
També sol trobar-se representat a les mans dels Bodhisattves (éssers divins amb una gran compassió, saviesa i poder) Avalokiteshvara y Ksitigarbha, tal com passa en l'art persa. També es pot veure al llom del cavall de vent (lung ta) que es representa en les banderes d'oració tibetanes. En la tradició budista tibetana sol representar-se com una perla lluminosa que diferents formes de Buda tenen entre les seves possessions.
En l'hinduisme està associada amb els déus Vixnu i Ganeixa, i sovint se la representa com una joia fabulosa del rei Naga o situada al front de Makara. Hi ha una història del segle X que explica la història de la joia de Syamanta, la qual dona la prosperitat al seu amo; aquesta segurament es basaria en el Cintamani.

## Galeria

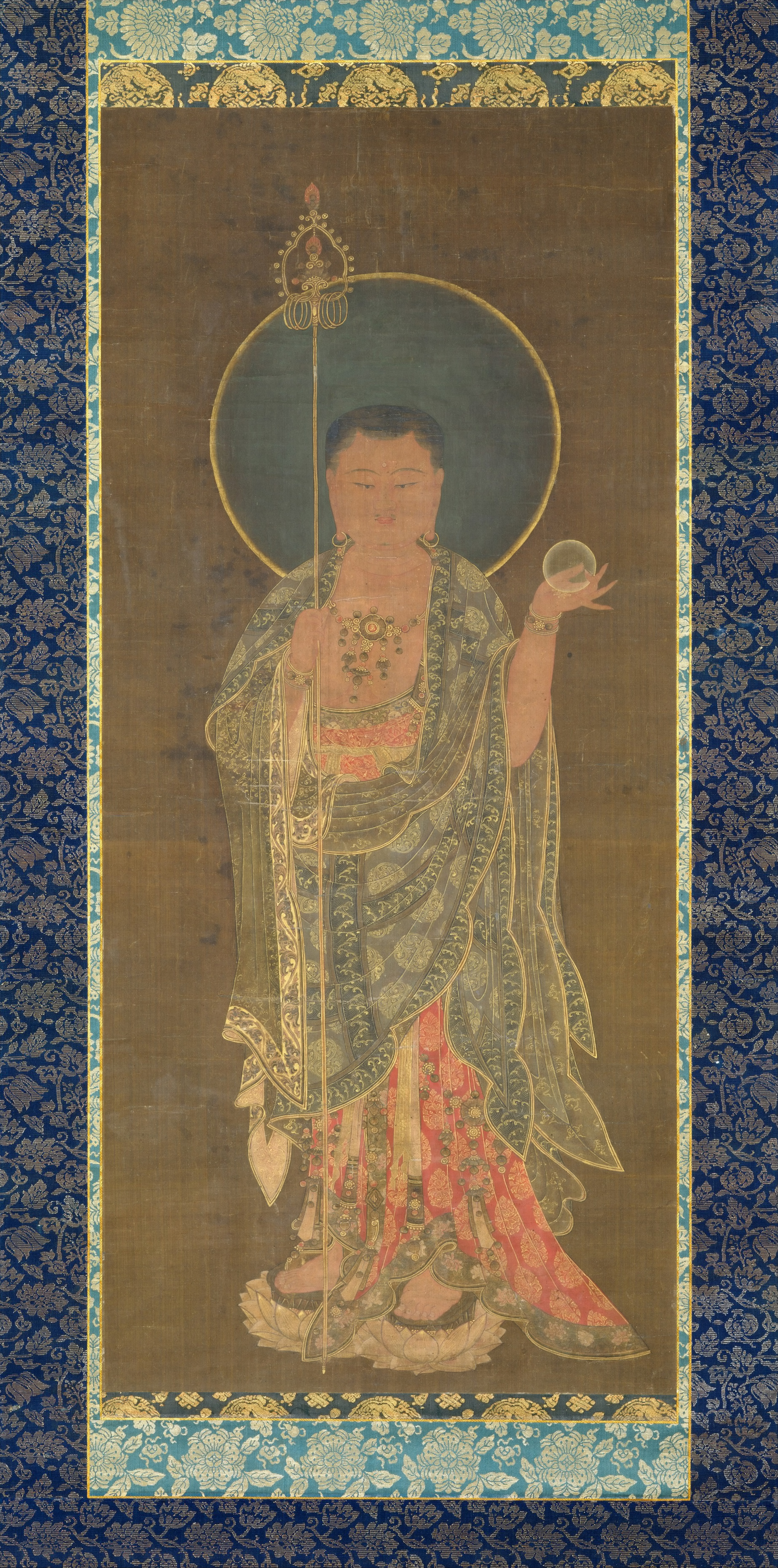
Representació del segle xiv d'una divinitat portant un Cintamani a la mà.
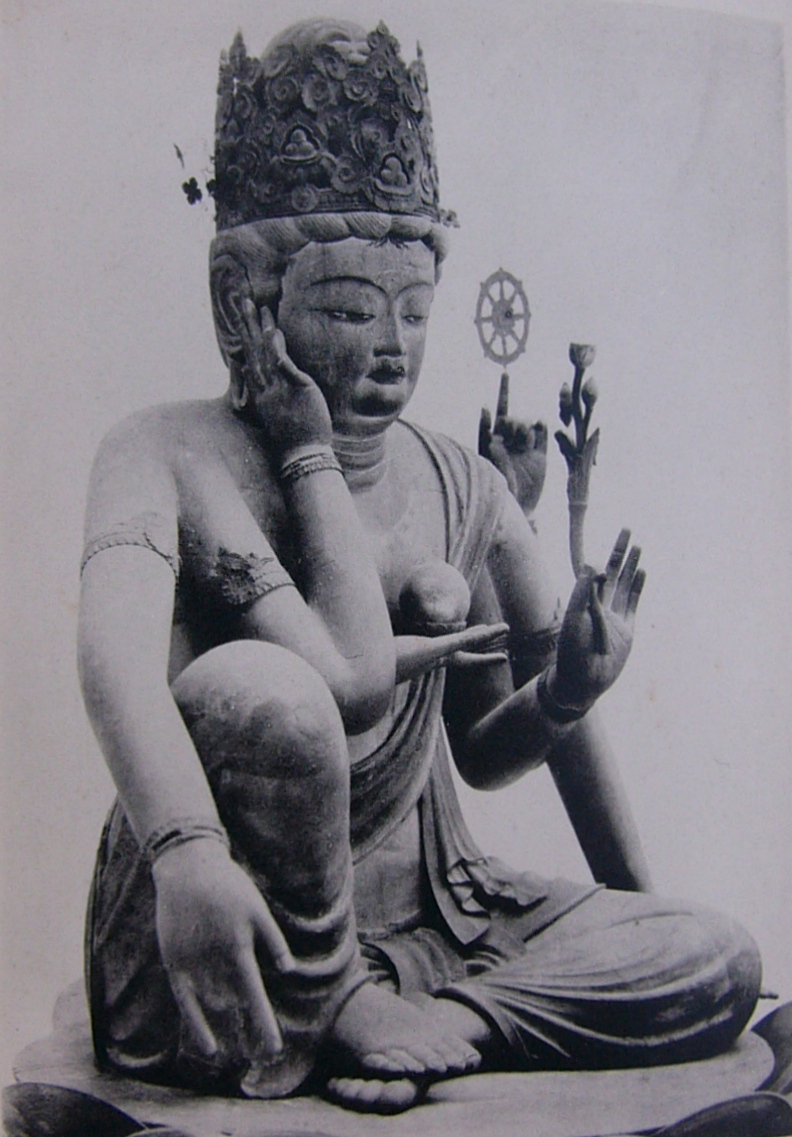
Estatua amb un Cintamani.
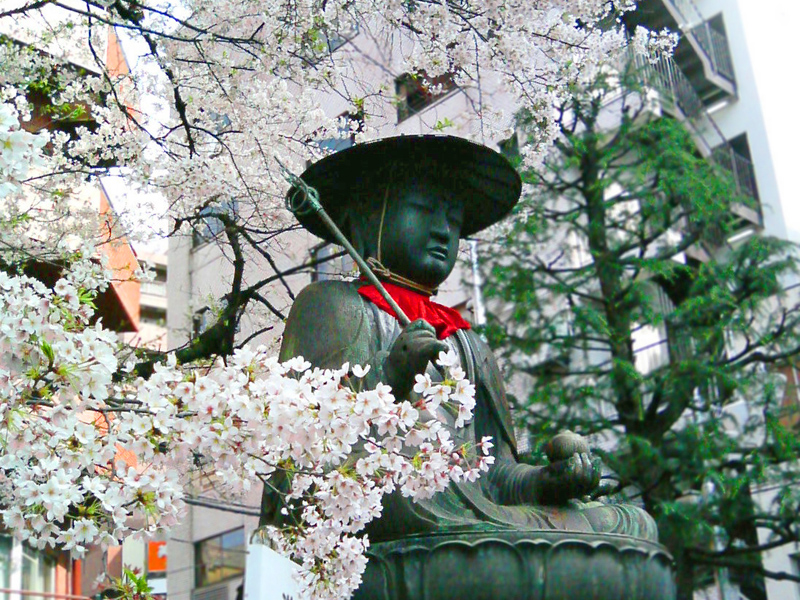
Estàtua de bronze amb un Cintamani a la mà.